# Torilis arvensis
Espèce

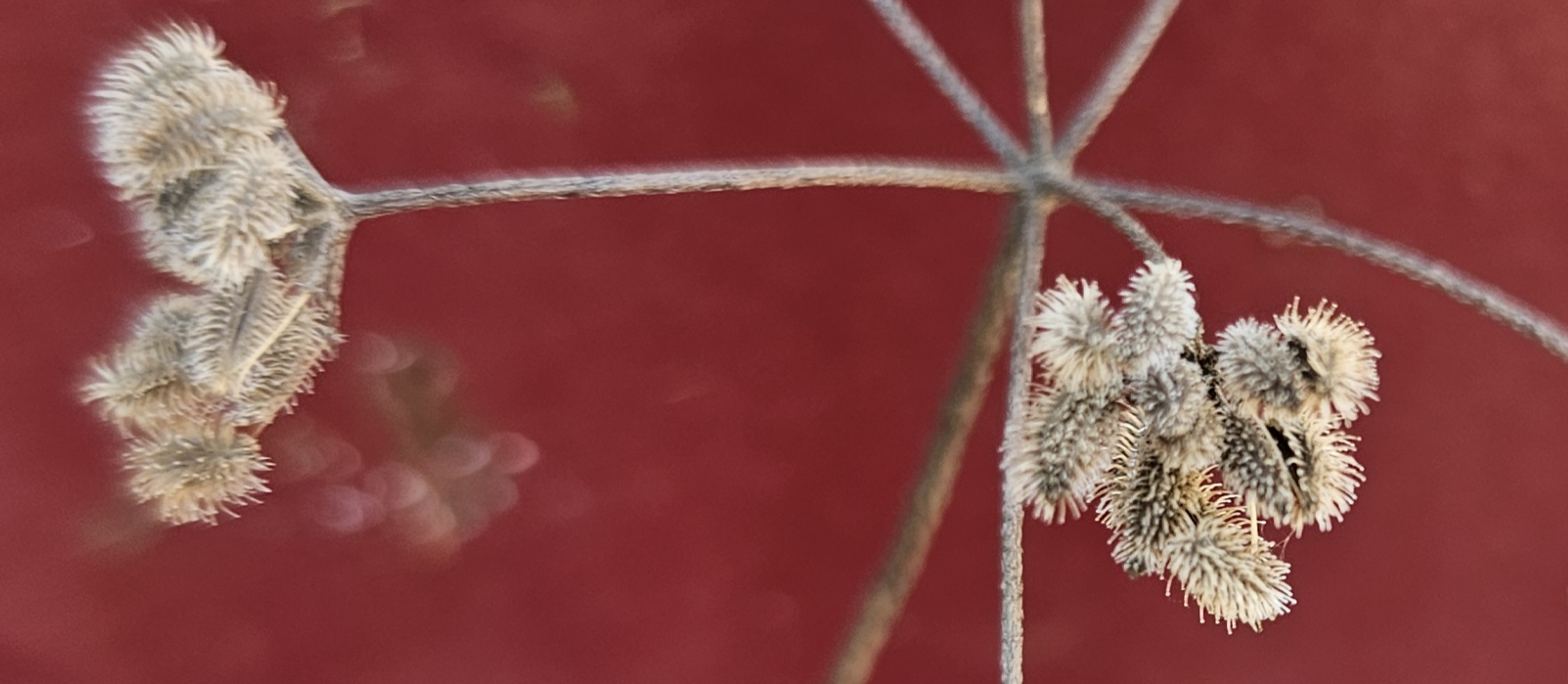
Fructification de Torilis arvensis

Torilis arvensis, le Torilis des champs, est une espèce de plantes à fleurs de la famille des Apiacées. C'est une plante herbacée annuelle.

## Description
C'est une plante annuelle de 30 à 100 cm de hauteur, avec une tige dressée, non renflée sous les nœuds, très rameuse, d'un vert sombre (grisâtre à reflets bordeaux), pas de poils sous les gaines foliaires (à l'inverse de la carotte sauvage) ni de bractées sous l'inflorescence (à l'inverse du Torilis japonica). Les feuilles deux à trois fois divisées, ont un segment terminal plus long.

## Habitats
On trouve l'espèce aux bords des cultures, des friches sèches ou des talus, sur sols calcaires.

## Floraison
La floraison a lieu de mai à septembre. L'inflorescence est composée de fleurs à 5 pétales blancs longuement pédonculés.

## Liste des sous-espèces et variétés
Selon NCBI (8 février 2015) :
- sous-espèce Torilis arvensis subsp. arvensis
- sous-espèce Torilis arvensis subsp. purpurea

Selon The Plant List (8 février 2015) :
- sous-espèce Torilis arvensis subsp. heterophylla (Guss.) Thell.

Selon Tropicos (8 février 2015) (Attention liste brute contenant possiblement des synonymes) :
- sous-espèce Torilis arvensis subsp. arvensis
- sous-espèce Torilis arvensis subsp. heterophylla (Guss.) Thell.
- sous-espèce Torilis arvensis subsp. neglecta Thell.
- sous-espèce Torilis arvensis subsp. purpurea (Ten.) Hayek
- sous-espèce Torilis arvensis subsp. recta Jury
- sous-espèce Torilis infesta subsp. heterophylla (Guss.) Bonnier
- variété Torilis arvensis var. africana Fiori
- variété Torilis arvensis var. elatior (Gaudin) Thell.
- variété Torilis arvensis var. heterophylla